# Geologiczny wskaźnik nadkładu
Geologiczny wskaźnik nadkładu wyraża się liniowym stosunkiem miąższości nadkładu do grubości złoża, wielkości pomierzonych w poszczególnych otworach badawczych K=H/m; gdzie H - grubość nadkładu [m]. W celu scharakteryzowania całego pola górniczego używa się nazwy współczynnika nadkładu geologicznego jako średnio ważonego.